# 866

## Esdeveniments
- Yoshifusa esdevé regent del Japó
- Alfons III proclamat rei d'Asturies
- Lluís II derrota els sarraïns a Itàlia
- El viking Ivar el Desossat ataca Anglaterra, derrotant i capturant el rei Ella de Northumbria.
- El papa Nicolau I prohibeix la tortura en els judicis per bruixeria.
- 864 o 865 - Ethelred proclamat rei de Wessex.

## Necrològiques
- Abril - Bardes, cèsar i regent de l'Imperi Romà d'Orient, mor assassinat.
- 27 de maig: Ordoni I, rei d'Asturies.
- al-Kindi, filòsof musulmà.
- (864 o 865) - Ethelbert, rei de Wessex i Bretwalda.